# Fabian Peppinck
Fabian Peppinck (Nijmegen, 9 januari 1978) is een Nederlands voetballer die bij voorkeur centraal in de verdediging speelt. 
Peppinck speelde in de jeugd bij SV Estria, JVC Cuijk, OJC Rosmalen en RKC Waalwijk. In het seizoen 2000/01 speelde hij tweemaal voor de hoofdmacht van de Brabanders. In het seizoen daarop speelde hij ook tweemaal, maar in zijn derde seizoen in het betaald voetbal speelde hij tien wedstrijden. Een jaar later mocht hij zeven keer aantreden voor RKC en na dit seizoen vertrok hij naar MVV Maastricht. In deze periode wist hij niet te scoren.
Bij de Limburgers mocht hij 19 keer aantreden, maar hij vertrok al na één seizoen naar FC Oss, waar hij in totaal voor vijftig wedstrijden mocht tekenen. Halverwege zijn tweede seizoen bij FC Oss vertrok hij naar FC Eindhoven, waar hij elf keer speelde en ook zijn eerste doelpunt maakte.
Van 2007 tot 2015 speelde Peppinck voor De Treffers uit Groesbeek. In maart 2016 maakte hij een rentree bij het zaterdagteam van De Treffers.

## Clubstatistieken
| seizoen | club           | competitie     | duels | goals |
| ------- | -------------- | -------------- | ----- | ----- |
| 2000/01 | RKC Waalwijk   | Eredivisie     | 2     | 0     |
| 2001/02 | RKC Waalwijk   | Eredivisie     | 2     | 0     |
| 2002/03 | RKC Waalwijk   | Eredivisie     | 10    | 0     |
| 2003/04 | RKC Waalwijk   | Eredivisie     | 7     | 0     |
| 2004/05 | MVV Maastricht | Eerste Divisie | 19    | 0     |
| 2005/06 | TOP Oss        | Eerste Divisie | 28    | 0     |
| 2006/07 | TOP Oss        | Eerste Divisie | 22    | 0     |
| 2006/07 | FC Eindhoven   | Eerste Divisie | 11    | 1     |